# Oxia Colles
Gli Oxia Colles sono una struttura geologica della superficie di Marte.